# Клер Бретон
Клер Бретон (фр. Claire Breton, 23 червня 1985) — французька біатлоністка. 

## Кар'єра в Кубку світу
- Дебют в кубку світу — 1 грудня 2010 року в індивідульній гонці в Естерсунді — 53 місце.
- Перше попадання в залікову зону — 13 січня 2011 року в  індивідуальній гонці в Рупольдинзі — 18 місце.

## Загальний залік в Кубку світу
- 2010—2011 — 78-е місце (23 очки)

## Виступи на чемпіонаті Європи
| Рік  | Міце проведення    | Інд | Спр | Пр | МС | Ест | ЗМ |
| 2011 | Ріднау-валь Рідана | 23  | 37  | 33 | х  | 7   | х  |

## Статистика
У таблиці наведено статистику виступів біатлоніста в Кубку світу.
- Місця 1–3: кількість подіумів
- Чільна 10: кількість фінішів у першій десятці
- В очках: кількість виступів, на яких біатлоніст здобував очки
- Старти: кількість стартів
- Естафета: включно зі змішаною

| Місця                              | Індивід. | Спринт | Персьют | Мас-старт | Естафета | Разом |
| ---------------------------------- | -------- | ------ | ------- | --------- | -------- | ----- |
| 1                                  |          |        |         |           |          |       |
| 2                                  |          |        |         |           |          |       |
| 3                                  |          |        |         |           |          |       |
| Чільна 10                          |          |        |         |           |          |       |
| В очках                            | 1        |        |         |           |          | 1     |
| Стартів                            | 2        | 3      |         |           |          | 5     |
| Станом на: кінець сезону 2010/2011 |          |        |         |           |          |       |

## Статистика стрільби
| № п/п | Сезон     | Загальна    | Індивідуальна гонка | Спринт      | Гонка переслідування | Мас-старт | Естафета |
| ----- | --------- | ----------- | ------------------- | ----------- | -------------------- | --------- | -------- |
| 1     | 2010-2011 | 80% (72/90) | 90% (36/40)         | 72% (36/50) | 0% (0/0)             | 0% (0/0)  | 0% (0/0) |